# Bitoraj
A Bitoraj (vagy Burni Bitoraj) egy hegység Horvátország nyugati részén, Gorski kotar területén. A Dinári-hegység, azon belül pedig a Nagy-Kapela része.

## Leírása
A szűkebb értelemben vett Bitoraj egy külön csúcs nélkül erdős hegy, ahol a csúcs helyett egy felső, északnyugat-délkeleti irányú hosszúkás karsztgerinc található, melynek neve Piršova Kosa. A hegyet dolomit-mészkő sziklák, völgyek, kiterjedt hómezők és hatalmas erdők jellemzik. Érdekessé teszi ezt a hegyet az erdők között rejtve található számos mészkőszikla, valamint a különös és fantasztikus formájú, akár 40 méter magas falú fehér mészkősziklák független csoportja. A hegyet a Javorje-nyereg (1200 m) választja el a dél-délkeleten emelkedő Viševicától.
A Bitoraj teteje (1386 m) egy kőzetcsoport, amely az egész hegyet lefedő erdős növényzet felett kiemelkedik. A csúcs egyben az egyetlen kilátó a Bitoraj gerincén. A gyakori és erős bóra miatt a Bitorajnak a Burni Bitoraj (Viharos Bitoraj) nevet adták. Kissé a hegy teteje alatt (10-15 perc járásra) található a Bitorajka hegyi menedékház. Fentről kiváló panorámás kilátás nyílik a Gorski kotar szinte összes csúcsára, a Snježnikre, a Risnjakra, a Bjelolasicára, a Čelimbašára és másokra, továbbá a Kvarner-öböl fölötti Učka-hegységre és a szlovéniai (Notranjska) Snežnikre, valamint a környező hatalmas erdőkre. Tiszta időben a szlovén Júliai-Alpokat, a Kamnik-Savinja-Alpokat és a Karavankét is látni lehet. Fentről gyönyörű a kilátás a környező Brestova Draga, Sunger és Mrkopalj falvakra is. 
A tágabb értelemben vett Bitoraj egy 45 km hosszú hegylánc, mely több 1300 m feletti csúcsot (Burni Bitoraj, Viševica, Strilež, továbbá délkeleten Senjski bilo felé az alacsonyabb Ričičko bilo, Kolovratske stijene) is magában foglal. A Bitorajt a Nagy-Kapela magas gerincétől a Bjelolasicától a Mrkopalj és Drežnica mezők alsó völgyei választják el. Északnyugaton, a magasabb Risnjak felől a Rogozno szilikátfennsík területe választja el, amelyen keresztül halad át a régi Lokve-Jelenje út, ahol a Lokve és Bajer víztározó tavai találhatók. Délkeleten, a Krmpote-Drežnica hegyi úton az Alan és a Banska vrata (1033 m) nyergeken, a Bitora hegylánca a Senjski bilo (1494 m) déli felső gerincében folytatódik. A gerinc csúcsai körül több állandó forrás található, közülük a legmagasabban fekvő a Plavuš 1270 m-re, Viševica főcsúcsa alatti mélyedésben.
Eszerint a hegylánc főbb csúcsai az így meghatározott Bitoraj-hegygerinc mentén, 1200-1300 m magasságban, északnyugattól délkeletre haladva: a Tuhobić (1106 m), a Burni Bitoraj (1386 m), a Mali Bitoraj (1384 m), a Pirsova kosa (1314 m), a Bukova Kosa (1386 m), a Viševica (1428 m, a liburniai karszt hegyláncának legmagasabb csúcsa), majd délkeletre a Strilež (1388 m), a Smolnik (1279 m), a Ričko bilo (1286 m), a Zapadak (1280 m), a többi, alacsonyabb magaslatot pedig már lejjebb a Senjski bilo felé találjuk. A Bitoraj-Viševica láncon belül délen, Novi Vinodolski felett kiemelkedik a festői Kolovratske stijene (1099 m).
A Bitorajról az első tudományos útleírást Borbás Vince magyar botanikus készítette 1875 körül.